# Unteritalische Vasenmalerei
Unter Unteritalischer Vasenmalerei, auch Westgriechische Vasenmalerei, versteht man die Vasenmalerei der in Süditalien und Sizilien (Magna Graecia) ansässigen Griechen.
Die unteritalischen Vasen werden in fünf  Hauptmanufakturen unterteilt:
- apulisch
- kampanisch
- lukanisch
- paestanisch
- sizilisch

Wesentlichen Anteil an ihrer Erforschung hatte der neuseeländische Archäologe Arthur D. Trendall.